# Касері
Касері (грец. κασέρι) — середньої твердості блідо-жовтий сир з непастеризованого молока овець, тільки іноді із незначним додаванням козячого молока, традиційний для Туреччини та Греції.
Сир м'який, текстурований, жилавий, а не розсипчастий і належить до сімейства родини сирів паста філата. Використовуючи свіже непастеризоване молоко, досягається правильний смак і текстура сиру, потім сир дозріває не менше чотирьох місяців, що необхідно для розвитку смаку. На певних етапах сир слабо нагадує пармезан або асіаго, але не такий вершковий. Споживається касері у бутербродах, та головним чином як основний компонент пирога касеропіта.
Касері має напівтверду або тверду консистенцію, гладку, а не розсипчасту, жувальну та з твердою шкіркою. Він належить до сімейства сирів pasta filata, до якого входять свіжі сири, такі як моцарела, і витримані сири, такі як Проволоне або Качокавало.
Назва сиру касері, що виготовляється в Греції захищена вказівками про походження в Європейському Союзі.